# Артур, Эмили
Эмили Артур (англ. Emily Arthur; род. 24 апреля 1999, Сидней, Австралия) — австралийская сноубордистка, участница зимних Олимпийских игр 2018 года, серебряный призёр зимних юношеских Олимпийских игр 2016 года, серебряный призёр молодёжного чемпионата мира 2014 года.

## Биография
Эмили Артур родилась в 1999 году в Сиднее. Заниматься сноубордом Эмили начала в 6 лет вместе со старшим братом на горнолыжном курорте «Перишер» во время школьных каникул. С самого начала Артур стала заниматься хафпайпом, изредка выступая в слоупстайле. С 2013 года Эмили принимала участие в турнирах FIS, проходивших на территории США. 24 августа 2013 года австралийка дебютировала на этапе Кубка мира в новозеландском курорте «Кардрона», где заняла лишь предпоследнее 38-е место. В марте 2014 года Артур завоевала свою первую значимую награду, став бронзовым призёром молодёжного чемпионата мира, уступив лишь двум спортсменкам, которые были старше австралийки на два года.
В январе 2015 года Эмили дебютировала на взрослом чемпионате мира в австрийском Крайшберге. По итогам соревнований австралийская сноубордистка стала 16-й. Также Артур начала выступать на Кубке Австралии и Новой Зеландии. В первый сезон Эмили стала второй в общем зачёте, уступив лишь японке Куруми Имаи, а на следующий год уже стала в нём первой. В феврале 2016 года Эмили Артур получила возможность принять участие во вторых зимних юношеских Олимпийских играх в норвежском Лиллехаммере. На церемонии открытия Эмили было доверено право нести национальный флаг. На Играх Артур выступала сразу в двух дисциплинах. В слоупстайле австралийская сноубордистка показала 14-й результат, а в хафпайпе завоевала серебряную медаль, уступив лишь будущей чемпионке взрослых Олимпийских игр американке Хлое Ким. В декабре 2017 года Артур впервые смогла пробиться в финал этапа Кубка мира. В Китае юная австралийка смогла занять 6-е место.
На зимних Олимпийских играх 2018 года в южнокорейском Пхёнчхане Эмили успешно преодолела квалификационный раунд соревнований в хафпайпе, показав там 8-й результат. В первой попытке финального раунда Эмили не смогла полностью выполнить свою программу, в результате чего получила от судей лишь 48,25 балла. В двух следующих попытках Эмили падала и результат первого спуска так и остался лучшим, однако его хватило только на то, чтобы занять итоговое 11-е место, опередив лишь американку Мэдди Мастро.

## Результаты

### Олимпийские игры
| Олимпийские игры | HP |
| ---------------- | -- |
| Пхёнчхан 2018    | 11 |

### Чемпионаты мира
| Чемпионат мира     | HP |
| ------------------ | -- |
| Крайшберг 2015     | 16 |
| Сьерра-Невада 2017 | 17 |